# Motjärnshyttan
Motjärnshyttan i Filipstads kommun är en av Värmlands största och bäst bevarade hyttor.
Den äldsta hyttan blev anlagd av finska nybyggare 1643 men flyttades till sin nuvarande plats år 1700. Fram till 1743 blåstes tackjärn vid hyttan av enskilda bergsmän. Efter omfattande processer övergick den då i Uddeholmsbolagets ägo. Den nuvarande anläggningen består av masugn och rostugn. Den blev klar 1854 och var i drift fram till 1916, då Uddeholmsbolagets hela järntillverkning flyttades till Hagfors. Under 1800-talet var Motjärnshyttan en av Värmlands största hyttor. Verksamheten var helt baserad på malmen från Nordmarks och Tabergs gruvfält. Vid hyttan finns en välbevarad bergsmansgård från 1800-talet och ett antal skogsarbetarbostäder i enhetligt utförande. I hyttan finns även bevarade samlingar av redskap, modeller och gjutformar.

## Motjärnshyttan i dag
Hyttan, som renoverades 1971, är byggnadsminnesförklarad och klassad som ett arbetslivsmuseum.